# Corossol
Pour l'île de Sept-Îles, voir Île du Corossol. Pour le cours d'eau, voir Rivière Corossol.

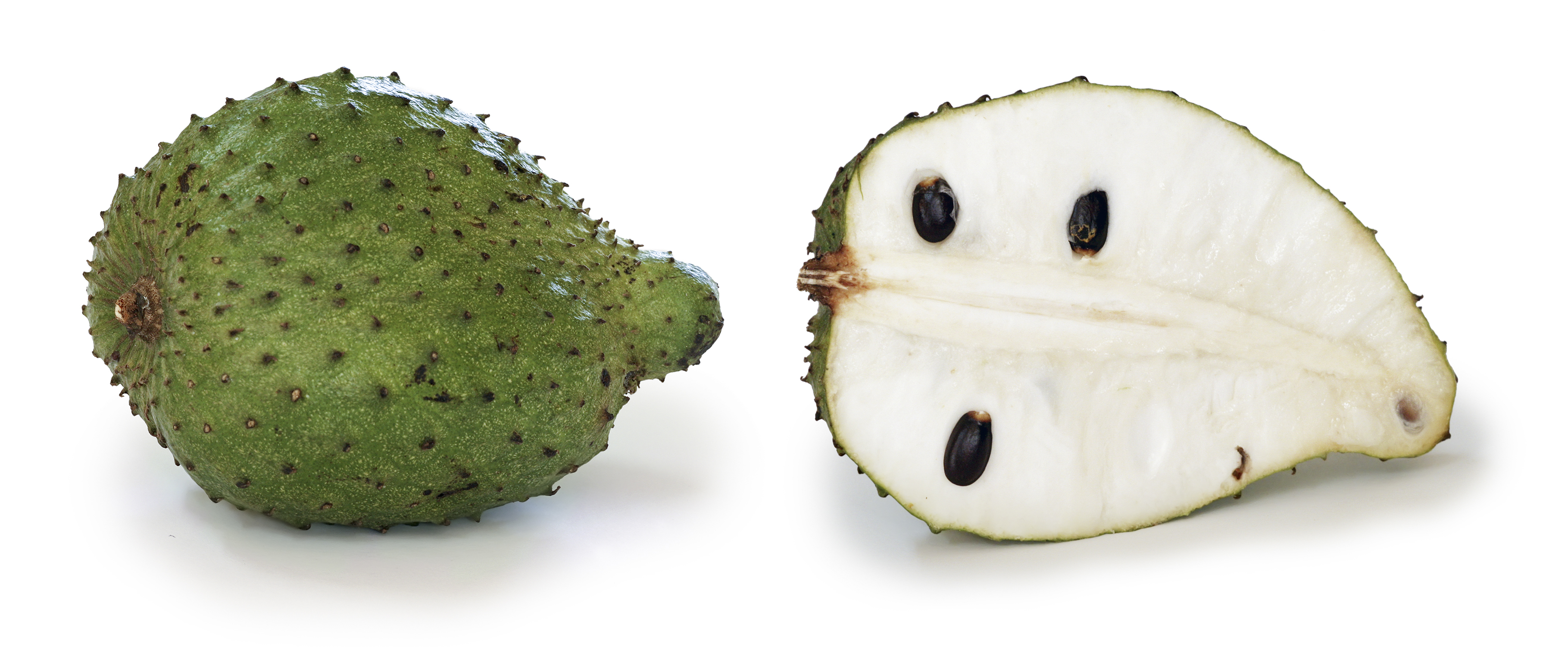
Un corossol entier et un en coupe longitudinale.

Le corossol, appelé aussi corossol épineux, ou encore cachiment, comme d'autres fruits des arbres du genre Annona, est le fruit du corossolier (Annona muricata, de la famille des Annonaceae), qui pousse en Afrique, en Amérique, en Asie et en Océanie. Le corossolier, est un arbre d'origine tropicale cultivé pour ses fruits aux mille vertus médicales et pour son feuillage vert luisant. En France, il est à cultiver comme certains agrumes, car il n'aime pas le froid.

## Appellations
Au Brésil et en Guinée, ce fruit est appelé corossol, graviola , à La Réunion, sapotille (qui vient du nom du fruit en Inde, Sapadille). À l’Ile Maurice, où il est très consommé, on lui donne le nom de coronsol. Au Mexique comme à Londres, on le trouve sous forme de jus de « Guanábana ». En Indonésie, on l'appelle sirsak (du néerlandais zuurzak) ou nangka Belanda (« jacquier hollandais ») et en Malaisie, durian Belanda (« durian hollandais »), ce qui laisse entendre que ce fruit a été introduit dans la région par les Hollandais.

## Description

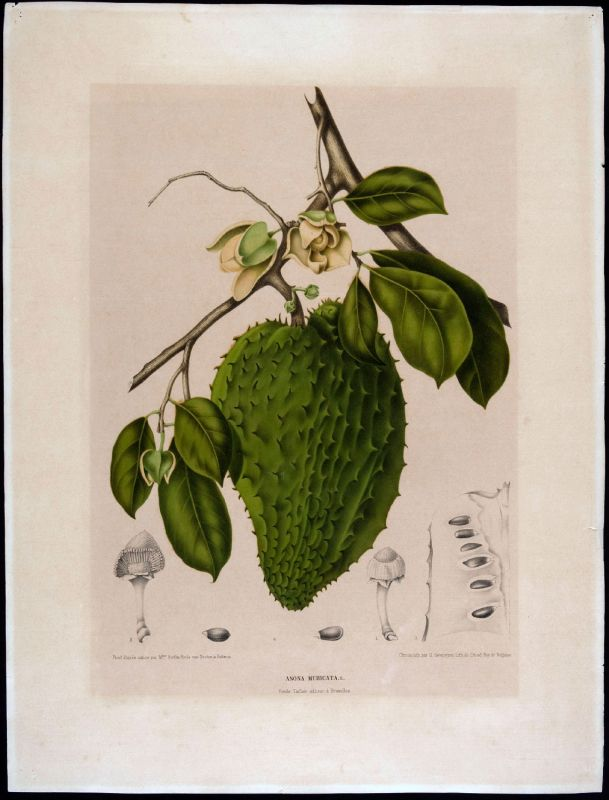
Feuille, fleur et fruit de corossol.

Le fruit mesure jusqu'à 25 cm de long et peut peser entre 1 et 3 kg. Son aspect extérieur est d'un vert sombre du fait de son écorce piquée d'épines et sa chair est blanche et pulpeuse avec des graines noires indigestes.
Alors qu'il est d'un goût bien différent, le corossol est parfois confondu avec la pomme-cannelle ou avec l'asimine (pawpaw en anglais), fruit d'une autre espèce d'annonacée. La peau du corossol est recouverte de courtes épines flexibles, ce qui lui donne un aspect particulier. Sa chair de couleur blanche est juteuse, fortement parfumée et contient généralement plusieurs dizaines de graines noires brillantes.

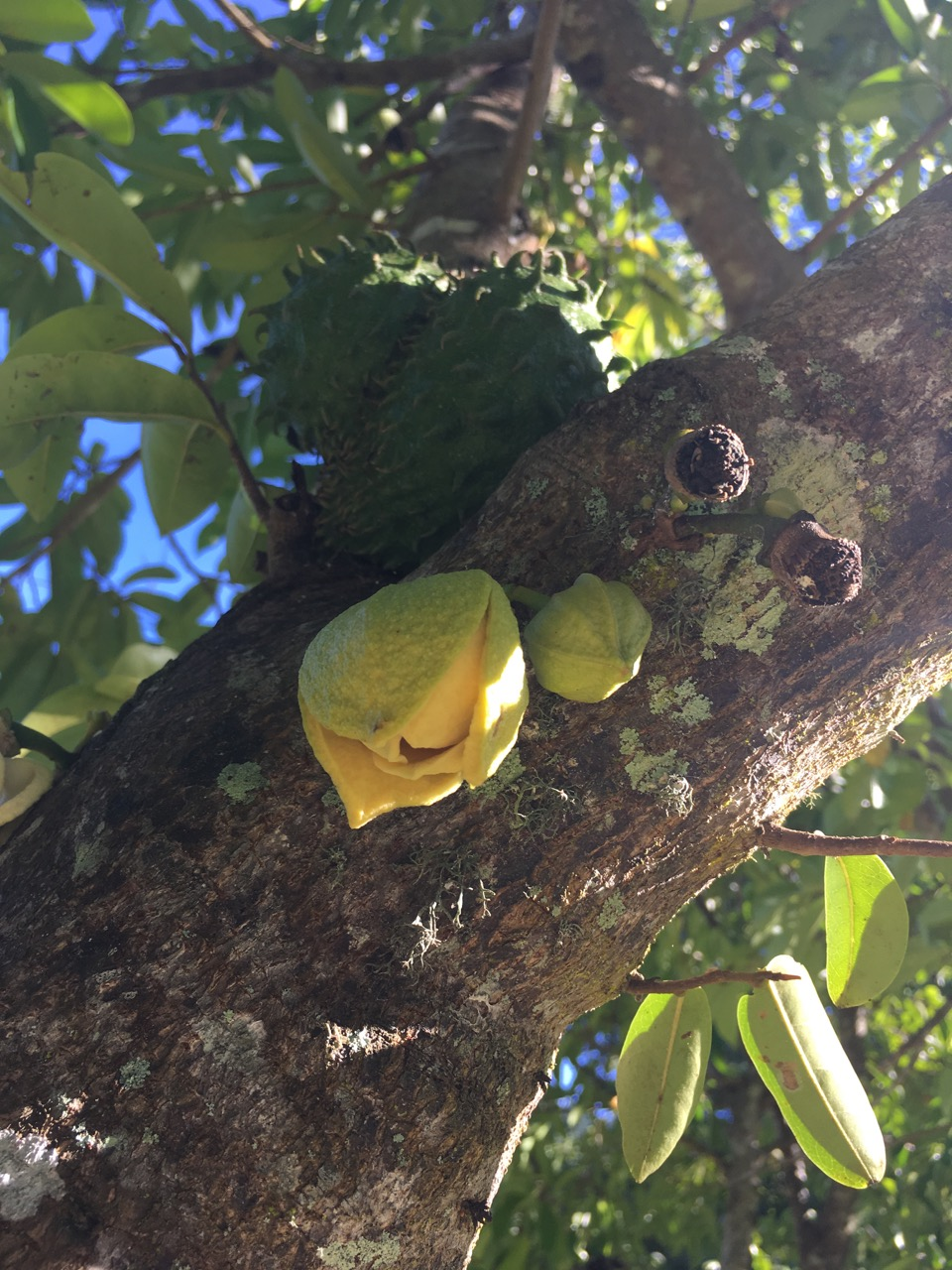
Fruits et fleurs de corossol sur l'arbre.
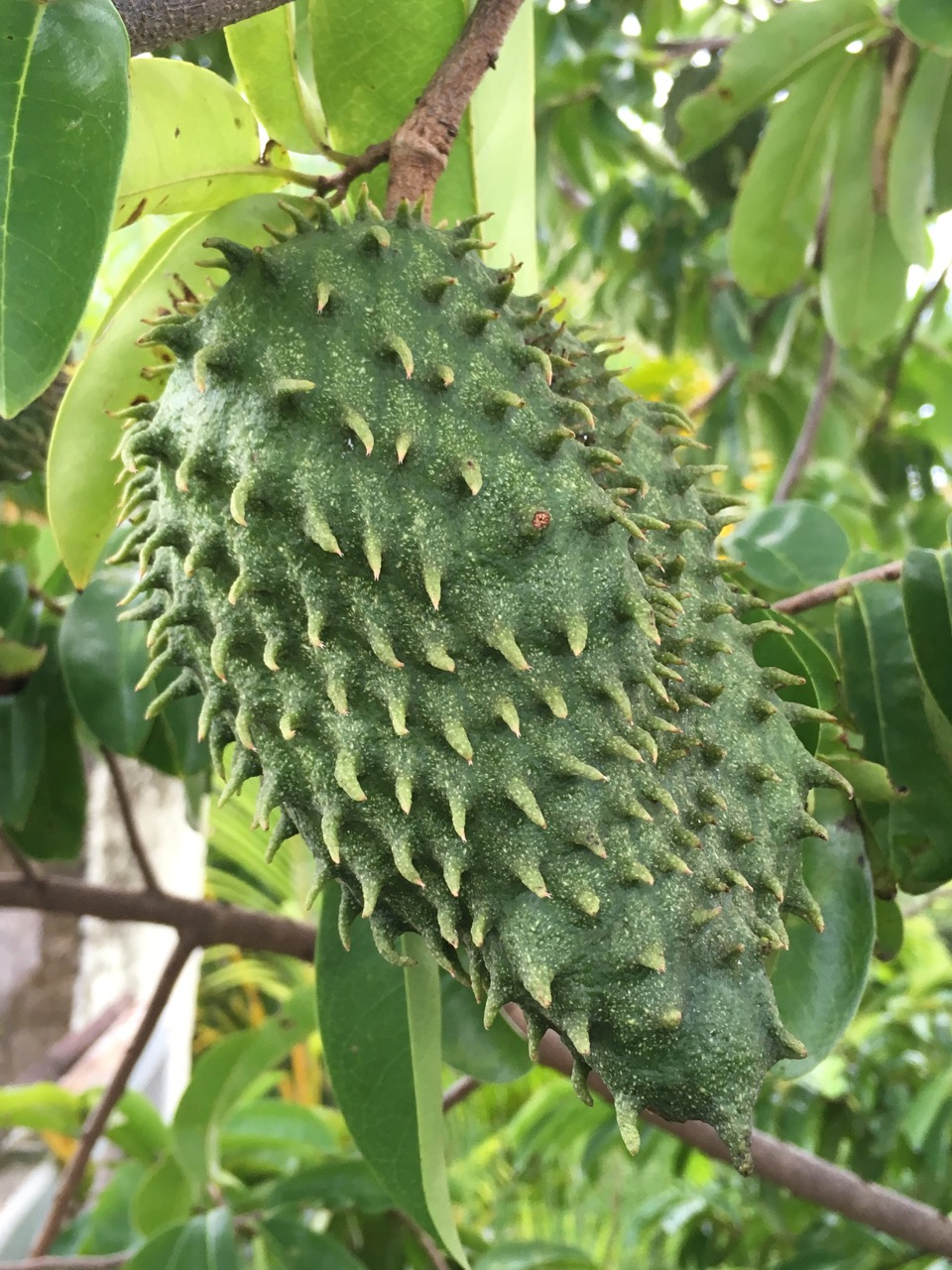
Corossol.
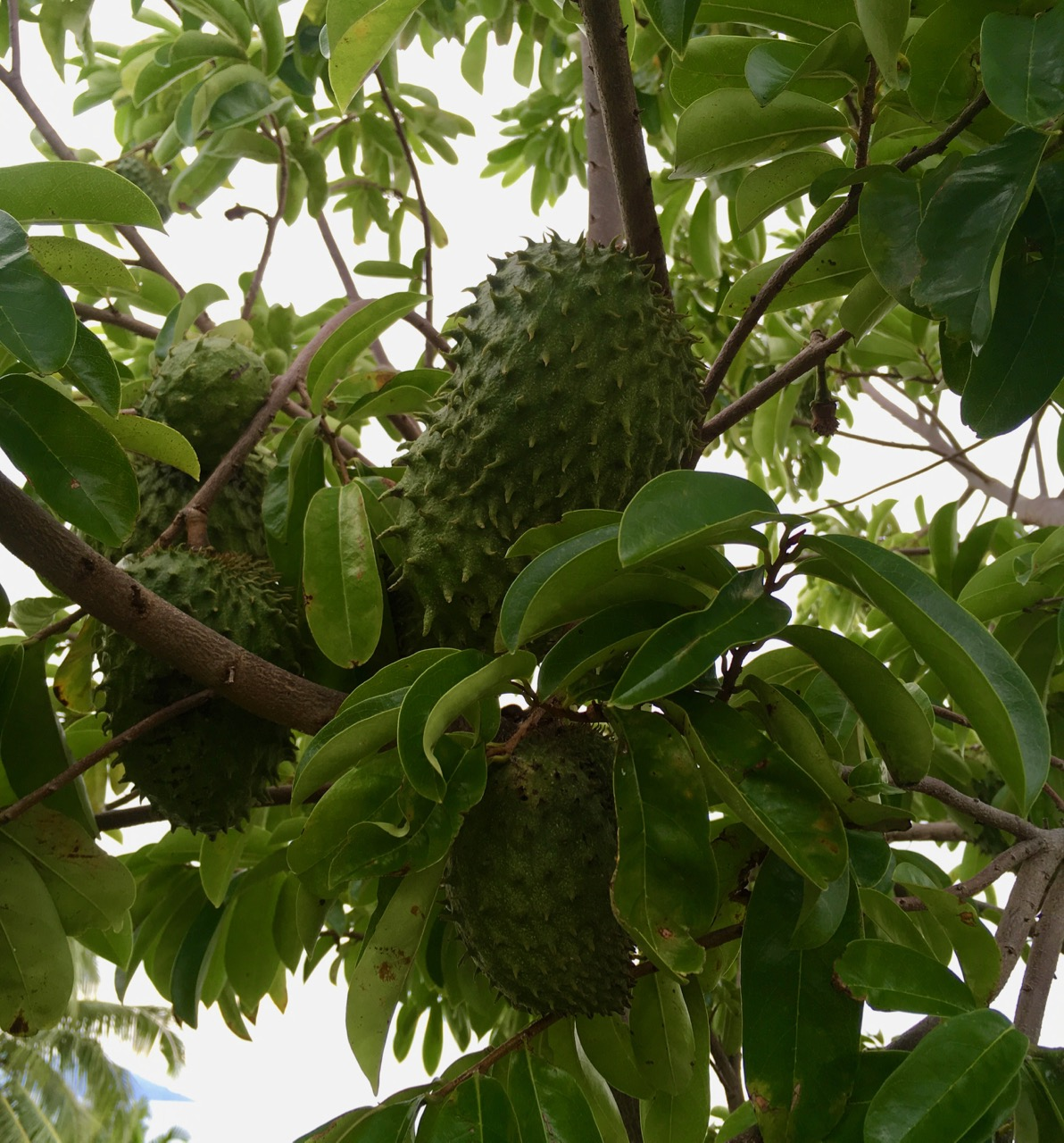
Corossols dans l'arbre.

## Composition
Sur le plan nutritionnel, le corossol est riche en glucides, notamment en fructose, et il contient des quantités assez importantes de vitamine C, vitamine B1, et vitamine B2[réf. nécessaire]. Sa chair est composée en grande partie d'eau, ce qui en fait un fruit diurétique, et il contient des nutriments tels que du fer, du phosphore et du potassium[réf. nécessaire].

## Utilisations

### Alimentaires
La chair du corossol est comestible et a un goût à la fois sucré et acidulé. Cela en fait un fruit exploité dans l'agro-alimentaire pour la confection de glaces et de jus. Son goût évoque pour certains celui des chewing-gums Malabar ou du bonbon Arlequin de chez Lutti, et de manière plus concrète, une approche du litchi ou de la mangue par son gout fleuri, délicat, frais, exotique et persistant. Sa texture filandreuse rappelle quant à elle celle de la rhubarbe.

### Médicinales
Tout comme les feuilles de la plante, la chair et les graines du corossol sont utilisées dans certaines médecines traditionnelles[réf. nécessaire]. Les principales allégations d'effets bénéfiques concernent les troubles du sommeil, les troubles cardiaques, les maladies parasitaires, les ectoparasites et les troubles de l’érection[réf. nécessaire]. À la fin des années 2010, des articles circulent sur internet vantant les bienfaits du corossol, qui serait aussi un « fruit miracle » efficace contre le cancer. Il n'existe cependant aucune preuve étayant ces allégations d'effets bénéfiques sur la santé.
Une trop grande consommation serait même néfaste, le Cancer Research UK relevant que « certains chercheurs sont préoccupés par certains composants chimiques du corossol qui pourraient causer des changements nerveux et des troubles du mouvement ».

### Autres usages
Les graines du corossol sont également utilisées au Guatemala, dans la région de Livingston, pour l'artisanat local (commerce équitable) dans une tribu indienne au bord du Rio Dulce (sculpture de tortues, lamantins, toucans et chouettes). Le Corossol est également utilisé dans le milieu du vapotage dans un liquide appelé Guanabana produit par Solana dans le nord de la France .

## Neurotoxicité
D'après le Memorial Sloan-Kettering Cancer Center, les alcaloïdes (acétogénines) contenus dans le fruit (pulpe et graines) peuvent tuer certaines cellules nerveuses. Ce sont de puissantes neurotoxines à l'origine de maladies neurodégénératives et la recherche suggère une corrélation entre la consommation de corossol et certaines formes atypiques de parkinsonisme,,,.  
La dose létale médiane de l'annonacine (une acétogénine) pour les neurones dopaminergiques est de 18 nM, ce qui, comparé à d'autres inhibiteurs du complexe mitochondrial I, est 100 fois plus toxique que le 1-methyl-4-pyridinium (MPP+), 700 fois plus toxique que la coreximine, et deux fois plus toxique que la roténone[réf. nécessaire]. Un fruit contient en moyenne 15 mg d'annonacine. 
En 2010, un rapport de l'Agence française de sécurité sanitaire des aliments (Afssa) rappelle que bien qu'un lien entre la consommation de corossol et la surreprésentation de syndromes parkinsoniens atypiques en Guadeloupe avait été suggéré par des médecins du CHU de Pointe-à-Pitre, et que des études sur modèles animaux et cellulaires avaient mis en évidence une neurotoxicité avérée de l’annonacine (acétogénine) et une cytotoxicité des alcaloïdes isoquinoléiques, il n’est pas possible en l'absence d'études scientifiques adéquates d’affirmer que ces cas de syndromes parkinsoniens atypiques sont liés à la consommation de corossol. C'est la raison pour laquelle il n’est pas possible de proposer des recommandations quantitatives sur la consommation de ce fruit. 
L'agence demande cependant que cette consommation fasse l’objet d’une attention particulière et estime qu'étant donné le potentiel risque, des recherches devraient être menées pour mieux caractériser le risque lié à cette consommation. 

### Récolte
Une fois l'âge atteint, l'arbre peut fructifier toute l'année en conditions idéales. Le pic de production se situe en été et début d'automne. Le pic de floraison commence en juin pour se terminer en septembre, ce qui implique une fructification en fonction de la chaleur et de la luminosité des mois frais.
Le corossol se récolte à maturité même s'il est encore vert. Quand son enveloppe commence à se ramollir, il est mûr. Il est possible d'attendre un léger brunissement de la peau, mais ce fruit ne se conservant que quelques jours au frigo, il est préférable de le cueillir vert. À déguster à la petite cuillère sans aucun ajout.

### Multiplication du corossolier
Il est possible de bouturer le corossolier sous les tropiques, en France cette pratique donne de bien mauvais résultats, encore faut-il pouvoir se procurer la matière végétale… Le greffage, également pratiqué, est réservé aux professionnels soucieux d'améliorer les qualités de l'arbre. Le semis de graines fraîches donne de très bons résultats, une croissance rapide, c'est la meilleure option de multiplication !

### Conseils écologiques
En milieu tropical, épandez aux pieds de vos arbres tous les déchets verts fins ou moyens. Ainsi, l'humidité sera conservée, les mauvaises herbes asphyxiées, l'arbre nourri.
Les abeilles, oiseaux et bon nombre de pollinisateurs sont attirés par les fleurs, même si elles ne sont pas odorantes pour nous. Évitez l'usage proche de produits chimiques pour préserver cette faune en voie de raréfaction, mais aussi pour optimiser la pollinisation.